# 苏朗
苏朗（法語：Soullans，法語發音：[sulɑ̃]）是法国卢瓦尔河地区大区旺代省的一个市镇，位于该省西北部，属于莱萨布勒多洛讷区。

## 地理
苏朗（46°47'45"N, 1°54'0"W）面积41.09 平方千米，位于法国卢瓦尔河地区大区旺代省，该省份为法国西部沿海省份，北起大西洋卢瓦尔省和曼恩-卢瓦尔省，西临大西洋，南至滨海夏朗德省，东部及东南部与德塞夫勒省接壤。
与苏朗接壤的市镇（或旧市镇、城区）包括：沙朗、科姆基耶、勒佩里耶、里耶圣母镇、圣伊莱尔德里耶。

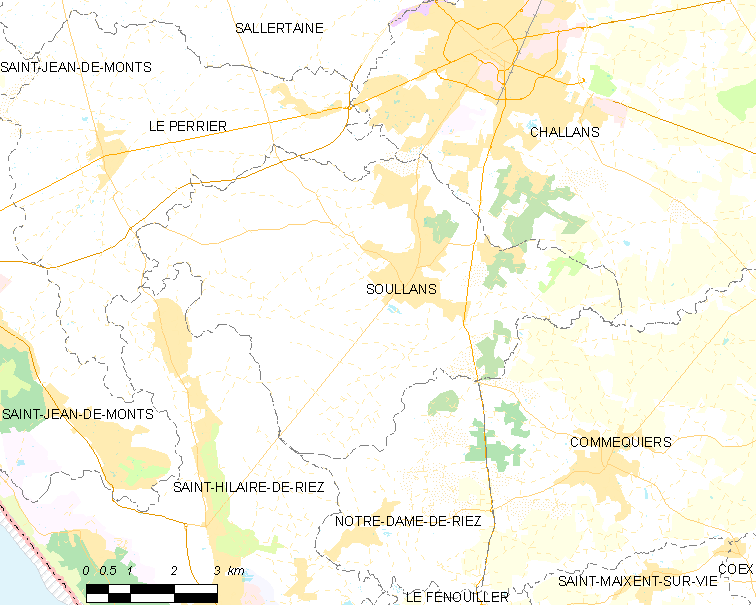
苏朗的OSM定位图

苏朗的时区为UTC+01:00、UTC+02:00（夏令时）。

## 行政
苏朗的邮政编码为85300，INSEE市镇编码为85284。

## 政治
苏朗所属的省级选区为圣让德蒙县。

## 人口

1962-2008年间苏朗人口变化图示

苏朗于2022年1月1日时的人口数量为4535人。

## 交通
旺代省省道D32线、D69线和D103线在境内交汇。